# Tanque Verde, Arizona
Tanque Verde je naseljeno područje za statističke svrhe u američkoj saveznoj državi Arizona. Prema popisu stanovništva iz 2010. u njemu je živjelo 16,901 stanovnika.